# Epicloridrina
Epicloridrina (abreviada como ECH, do inglês epichlorohydrin) é um composto organoclorado e um epóxido. É um líquido incolor com um odor pungente similar ao alho, moderadamente solúvel em água, mas miscível com a maioria dos solventes orgânicos polares. Epicloridrina é um composto altamente reativo e é usado na produção de glicerol, plásticos, adesivos e resinas epóxi, e elastômeros. Em contato com água, epicloridrina hidrolisa-se a 3-MCPD, um carcinógeno encontrado em alimentos.

## Produção
Epicloridrina é produzida a partir do cloreto de alila em dois passos, iniciando com a hidrocloração usando ácido hipocloroso, o qual proporciona uma mistura de dois álcoois:
CH2=CHCH2Cl  +  HOCl   →  HOCH2CHClCH2Cl  e, ou   ClCH2CH(OH)CH2Cl
No segundo passo, esta mistura é tratada com uma base para dar o epóxido:
HOCH2CHClCH2Cl and, or ClCH2CH(OH)CH2Cl  +  NaOH   →  CH2CHOCH2Cl  +  NaCl  +  H2O
Desta maneira, mais de 700 mil toneladas de epicloridrina são produzidas anualmente.

## Aplicações

### Síntese de glicerol e resinas epóxi
Epicloridrina é principalmente convertida a éter bisfenol A diglicidila, um "bloco de construção" na produção de resinas epóxi. É também um precursos para monômeros para outras resinas e polímeros.
Outro uso é a conversão a glicerol sintético:
CH2CHOCH2Cl  +  2 H2O  →  HOCH2CH(OH)CH2(OH)  +  HCl
Entretanto, o rápido crescimento da produção de biodiesel, onde o glicerol é um subproduto, tem levado a um excedente no mercado de glicerol, tornando este processo inviável para o mercado de massa. Glicerol sintético agora é usado somente em fármacos sensíveis, aplicações técnicas e pessoais cuidadosas onde os padrões de qualidade são muito altos. De fato, meios para realizar o processo inverso estão sendo agora pesquisados, para produzir epicloridrina do mais barato glicerol natural, um processo agora comercializado pela Solvay SA com uma planta experimental produzindo 10 mil toneladas anualmente

### Aplicações menores e específicas
A epicloridrina é um percursos versátil na síntese de muitos compostos orgânicos. Por exemplo, é convertida a nitrato de glicidila, um ligante enérgico usado em explosivos e composições de propelentes. A epicloridrina é reagida com um nitrato alcalino, tal como o nitrato de sódio, produzindo nitrato de glicidila e cloreto alcalino. É usada como um solvente para celulose, resinas e tintas, e tem encontrado uso como um fumigante para insetos.
A epicloridrina é usada no reforço de papel (por exemplo na indústria de alimento para fabricar saquinhos de chá, filtros de café, revestimentos de embutidos diversos, como as salsichas e salame) e na purificação de água.
Uma importante aplicação bioquímica da epicloridrina é seu uso como um agente de reticulação para a produção de resinas cromatográficas de exclusão por tamanho de dextranos Sephadex.

## Segurança
Epicloridrina é irritante e moderadamente tóxica assim como um carcinógeno.